# James McNerney
Walter James "Jim" McNerney, Jr., född 22 augusti 1949, är en amerikansk företagsledare som var styrelseordförande, vd och president för den amerikanska flygplanstillverkaren The Boeing Company sedan 2005. Innan dess så var han både styrelseordförande och vd för amerikanska konglomeratet 3M Company mellan 2001 och 2005.
Innan McNerney tog chefsuppdragen i Boeing och 3M så hade han olika höga chefspositioner i konglomeratet General Electric Company mellan åren 1988 och 2000.
McNerney sitter också i styrelsen för Procter & Gamble sedan 2003 och var styrelseordförande för den mäktiga intresseorganisationen Business Roundtable mellan 1 september 2011 och 31 december 2013.

## Kompensation
| År    | Lön ($)   | Bonus ($) | Aktiepost ($) | Övrigt ($) | Totalt ($) | Aktieinnehav1 | Aktievärde ($ mn) | Källa  |
| ----- | --------- | --------- | ------------- | ---------- | ---------- | ------------- | ----------------- | ------ |
| 2012  | 1,930,000 | 4,440,000 |               | 6,990,000  | 13,360,000 | 0,06%         | 33,8              | [ 6 ]  |
| 2011  | 1,930,000 | 4,440,000 |               | 4,570,000  | 10,940,000 | 0,06%         | 29,9              | [ 7 ]  |
| 2010  | 1,930,000 | 2,340,000 |               | 5,810,000  | 10,080,000 | 0,06%         | 30,3              | [ 8 ]  |
| 2009  | 1,920,000 | 1,480,000 |               | 12,020,000 | 15,410,000 | 0,05%         | 15,1              | [ 9 ]  |
| 2008  | 1,800,000 | 4,270,000 |               | 8,580,000  | 14,650,000 | 0,04%         | 25,7              | [ 10 ] |
| 2007  | 1,750,000 | 4,030,000 |               | 8,690,000  | 14,470,000 | 0,05%         | 32,6              | [ 11 ] |
| 2006  | 1,750,000 | 2,980,000 |               | 430,000    | 5,150,000  | 0,05%         | 30,8              | [ 12 ] |
| 2005  | 1,624,000 | 3,522,000 | 2,546,000     | 2,620,000  | 10,312,000 | 0,03%2        | 19,72             | [ 13 ] |
| 05-12 |           |           |               |            | 94,372,000 |               |                   |        |

1 = Aktieinnehav i The Boeing Company
2 = Aktieinnehav i 3M Company.